# エリック・ロワ
エリック・ロワ（Éric Roy、1967年9月26日 - ）は、フランス・アルプ＝マリティーム県ニース出身のサッカー選手・サッカー指導者。

## 所属クラブ
- 1988年 - 1992年  OGCニース
- 1992年 - 1993年  スポルタン・トゥーロン・ヴァール
- 1993年 - 1996年  オリンピック・リヨン
- 1996年 - 1999年  オリンピック・マルセイユ
- 1999年 - 2000年  サンダーランドAFC
- 2001年  トロワAC
- 2001年 - 2002年  ラージョ・バジェカーノ
- 2002年 - 2004年  OGCニース

## 指導歴
- 2010年 - 2011年  OGCニース：監督

| スタブアイコン | サブスタブ | この項目は、まだ閲覧者の調べものの参照としては役立たない、サッカー選手に関連した書きかけの項目です。この項目を加筆・訂正などしてくださる協力者を求めています（P:サッカー/PJ:サッカー選手/PJ:女子サッカー）。 |